# Francis Lane
Francis Adonijah Lane (Chicago, 23 september 1874 - aldaar, 17 februari 1927) was een Amerikaanse atleet, die zich had toegelegd op de sprint.

## Loopbaan
Lane nam deel aan de Olympische Spelen van 1896 in Athene en behaalde er een gedeelde derde plaats op de 100 m in de (geschatte) tijd van 12,6 s samen met de Hongaar Alajos Szokolyi, voor wie dezelfde tijd was vastgesteld. Volgens andere bronnen, zoals de onderaan deze pagina vermelde, zou hij echter als vierde zijn geëindigd achter Szokolyi. Men bedenke hierbij, dat bij deze Olympische Spelen nog geen gouden, zilveren en bronzen medailles werden uitgereikt, zoals dat tegenwoordig het geval is. In Athene ontving een winnaar een zilveren medaille en een krans van olijftakken. Wie als tweede eindigde, kreeg alleen een medaille. De derde kreeg niets.
Lane was een neef van Albert Tyler, die op dezelfde Spelen deelnam aan het polsstokhoogspringen.

## Palmares

### 100 m
- 1896:  OS - 12,6 s